# Воратал
Воратал (њем. Wohratal) општина је у њемачкој савезној држави Хесен. Једно је од 22 општинска средишта округа Марбург-Биденкопф. Према процјени из 2010. у општини је живјело 2.421 становника. Посједује регионалну шифру (AGS) 6534022.

## Географски и демографски подаци
Воратал се налази у савезној држави Хесен у округу Марбург-Биденкопф. Општина се налази на надморској висини од 240 метара. Површина општине износи 30,7 km². У самом мјесту је, према процјени из 2010. године, живјело 2.421 становника. Просјечна густина становништва износи 79 становника/km².